# Понятенко Прокіп Дмитрович
Понятенко Прокіп Дмитрович (псевдоніми: П. Дмитренко, Сулима, Хома Брут) (1 листопада 1878, Полтава — 24 грудня 1971, м. Гур'єв, Казахстан) — український громадсько-політичний діяч, журналіст, письменник.

## Короткий життєпис
Народився в сім'ї ремісника. Навчався у Полтавській духовній семінарії, входив до українського гуртка семінаристів, товариш Симона Петлюри. У 1901 р. став членом полтавського осередку РУП, провадив агітаційну роботу в селах Полтавщини. Після придушення селянського руху разом із Симоном Петлюрою виїхав на Кубань, де взяв участь у заснування підпільної «Чорноморської вільної громади» (структурної одиниці РУП).
Після провалу організації (1904 р.) переїхав до Києва. У Києві разом з С.Петлюрою інформували М.Порша про діяльність РУП на Кубані. За версією Іваниса Василя, перебували разом з П.Понятенком майже до кінця осені у Києві.) Разом з С.Петлюрою емігрували до Галичини (спочатку перебували в районі Крем'янця, потім були нелегально переправлені через кордон), де працював у закордонному комітеті РУП у Львові.
Повернувшись із львівської еміграції, працював в УСДРП. У 1906 р. разом із С. Петлюрою й Миколою Поршем видавав у Санкт-Петербурзі теоретичний орган партії — журнал «Вільна Україна». В роки реакції відійшов від партійної роботи, зосередившись на журналістиці. Співробітничав у київських і львівських періодичних виданнях.
У березні 1917 р. за рекомендацією УЦР обраний членом Київського губернського виконавчого комітету ради об'єднаних громадських організацій. У червні 1917 р. призначений товаришем генерального секретаря внутрішніх справ. Опікувався справами біженців із Галичини та Буковини, українськими громадянами, що залишались в Росії і не мали змоги повернутись в Україну. В січні 1918 р. обійняв посаду директора канцелярії Міністерства внутрішніх справ УНР. У березні призначений консулом УНР у Катеринодарі. На цій посаді залишався і за часів Української Держави. Своєю діяльністю сприяв посиленню українських впливів на Кубані. За Директорії УНР був співробітником української дипломатичної місії у Варшаві (1919–1920 pp.).
У 1923 p. перебрався на Кубань, де працював скромним бухгалтером. Під час Другої світової війни виїхав у Казахстан, де й помер.